# Xanthophenax jeanneli
Xanthophenax jeanneli är en stekelart som först beskrevs av André Seyrig 1935.  Xanthophenax jeanneli ingår i släktet Xanthophenax och familjen brokparasitsteklar. Inga underarter finns listade i Catalogue of Life.